# En todo estaré
En todo estaré es el nombre del decimocuarto álbum de estudio del cantante puertorriqueño Chayanne. Fue lanzado al mercado por Sony Music Latin el 25 de agosto de 2014.

## Antecedentes
Después de cuatro años sin sacar a la venta un material nuevo, Chayanne vendría con nuevas fuerzas para la promoción del nuevo álbum, en el cual se incursiona en nuevos ritmos, y más modernos pero sin perder la esencia de Chayanne, Bachata y un estilo más Urbano, caracterizan el nuevo material. Chayanne coescribió casi todas las canciones para el álbum de estudio.
Chayanne ha contado con la colaboración de productores y compositores como Estéfano, José Luis Pagán, Franco de Vita, Marcello Azevedo, Vladimir Dotel, Kanny García, Fernando José Montesinos, Yandel, Julio Reyes o Fernando Rossi.

## Promoción y rendimiento
Su primer sencillo, «Humanos a Marte», fue presentado el 20 de abril de 2014 al público, durante los Premios Billboard, casi tres meses antes de la salida del disco al mercado. «Humanos a Marte» sería un éxito total, el cual ocuparía el puesto n°1 en la mayoría de países de Latinoamérica, España y Estados Unidos. Dicho sencillo serviría como punta de lanza para las ventas del disco, que lo haría convertirse en Disco de Oro en países como México, Argentina, Venezuela y Chile. "Humanos a Marte (Urbano Remix)" es una canción que el cantante versionada con el famoso reggaetonero puertorriqueño, Yandel.
El 13 de febrero de 2015 Chayanne estrena el esperado videoclip de «Madre Tierra (Oye)», es el tercer sencillo del exitoso En todo estaré, una canción bailable y divertida. El video, dirigido por Daniel Gruener, muestra hermosos paisajes de Mérida, Yucatán (México). A la par del lanzamiento, se dio a conocer que la estrella iniciará una nueva gira internacional con la que visitará México, Estados Unidos, Latinoamérica y España.

## Lista de canciones
| En todo estaré |                          |                                                                                        |          |  |
| N.º            | Título                   | Escritor(es)                                                                           | Duración |  |
| 1.             | «Madre Tierra (Oye)»     | René Touzet                                                                            | 3:25     |  |
| 2.             | «Humanos a Marte»        | Chayanne · Fernando Montesinos                                                         | 3:45     |  |
| 3.             | «Tu respiración»         | Chayanne · Fernando Rossi · Pablo Durand                                               | 4:10     |  |
| 4.             | «Bailando dos corazones» | Estéfano                                                                               | 4:07     |  |
| 5.             | «Mareaito con tu amor»   | Chayanne · Emiliano Vásquez · José Ariel Fernández · Vladimir Dotel                    | 3:21     |  |
| 6.             | «En todo estaré»         | Estéfano · Julio C. Reyes                                                              | 3:41     |  |
| 7.             | «Quiero bailar contigo»  | Chayanne · Antonio González · Emiliano Vásquez · José Ariel Fernández · Vladimir Dotel | 3:40     |  |
| 8.             | «Dímelo»                 | Chayanne · Franco De Vita · José Luis Pagán · Patty Vega                               | 3:41     |  |
| 9.             | «De todas»               | Chayanne · Kany García                                                                 | 2:20     |  |
| 10.            | «Infinita tú»            | Estéfano · Julio C. Reyes                                                              | 3:58     |  |
| 11.            | «Tubuduru»               | Estéfano                                                                               | 3:36     |  |
| 40:13          |                          |                                                                                        |          |  |

| En todo estaré (Deluxe Version) |                                                 |                                                          |          |  |
| N.º                             | Título                                          | Escritor(es)                                             | Duración |  |
| 12.                             | «Tu respiración» (Versión acústica)             | Chayanne · Fernando Rossi · Pablo Durand                 | 4:06     |  |
| 13.                             | «Dímelo» (Versión acústica)                     | Chayanne · Franco De Vita · José Luis Pagán · Patty Vega | 3:35     |  |
| 14.                             | «Humanos a Marte» (Urbano Remix - feat. Yandel) | Chayanne · Yandel · Fernando Montesinos                  | 3:34     |  |
| 51:29                           |                                                 |                                                          |          |  |

| En Todo Estaré (Brasil Versión) |                                            |          |  |
| N.º                             | Título                                     | Duración |  |
| 1.                              | «Madre tierra (Oye)»                       | 3:25     |  |
| 2.                              | «Humanos em Marte» (feat. Paula Fernandes) | 3:45     |  |
| 3.                              | «Sua respiração» (feat. Alexandre Pires)   | 4:10     |  |
| 4.                              | «Bailando dos corazones»                   | 4:10     |  |
| 5.                              | «Mareaito con tu amor»                     | 3:20     |  |
| 6.                              | «En todo estaré»                           | 3:44     |  |
| 7.                              | «Quiero bailar contigo»                    | 3:43     |  |
| 8.                              | «Dímelo»                                   | 3:40     |  |
| 9.                              | «De todas»                                 | 2:22     |  |
| 10.                             | «Infinita tú»                              | 4:02     |  |
| 11.                             | «Tubuduru»                                 | 3:38     |  |
| 12.                             | «Humanos a Marte»                          | 3:45     |  |
| 13.                             | «Tu respiración»                           | 4:10     |  |
| 47:54                           |                                            |          |  |

## Posicionamiento en listas
| Listas (2014)     | Mejor posición |
| ----------------- | -------------- |
| Argentina (CAPIF) | 1              |

## Certificaciones
| País   | Organismo certificador | Certificación | Ventas certificadas | Ref.  |
| ------ | ---------------------- | ------------- | ------------------- | ----- |
| México | AMPROFON               | Platino + Oro | 90,000              | [ 3 ] |